# Excesso de exação
Excesso de exação é um crime típico do funcionário público contra a administração pública, definido no Código Penal como um subtipo do crime de concussão. Se dá quando um funcionário público exige um pagamento que ele sabe, ou deveria saber, que é indevido. Também é considerado excesso de exação atuar de forma humilhante, socialmente inadequada ou abusiva frente ao cidadão cobrado. Exação significa cobrança específica pelo Estado , excesso de exação é ultrapassar o limite da exatidão definida em lei.

## Modalidades
É um crime típico de funcionário público contra a administração, considerada sujeito passivo desse crime junto com o contribuinte que sofreu a cobrança excessiva. Alguém que não seja funcionário público e cobre um tributo ou contribuição estatal, também pode ser enquadrado nesse crime além de ter que responder por falsa identidade.
Não admite a modalidade culposa, então se o funcionário não teve a intenção de cobrar a mais pelo serviço não se trata de um ilícito penal, ficando a pena restrita a esfera administrativa (por exemplo, ele pode receber uma advertência escrita). 
A forma qualificada do crime se dá  quando o funcionário público desvia o pagamento que recolheu indevidamente, passando para pena de reclusão de 2 a 12 anos, além de multa. Geralmente a multa é de 3 a 5 vezes o prejuízo causado ao erário com correção monetária.

## Código Penal Brasileiro
Artigo 316 § 1°- Se o funcionário exige tributo ou contribuição social que sabe ou deveria saber indevido, ou, quando devido, emprega na cobrança meio vexatório ou gravoso, que a lei não autoriza.
Pena - reclusão de 3 a 8 anos e multa.
Vexatório refere-se a ato que causa humilhação, tormento, vergonha ou indignidade ao sujeito passivo, enquanto gravoso refere-se ao modo que causa despesas acima do necessário ao sujeito passivo.
§ 2°- Se o funcionário desvia, em proveito próprio ou de outrem, o que recebeu indevidamente para recolher aos cofres públicos:
Pena – reclusão de 2 (dois) a 12 (doze) anos e multa.